# Рабство в Стародавній Греції
Рабство було прийнятою практикою в Стародавній Греції, як і в інших суспільствах того часу. Деякі давньогрецькі письменники (включаючи, зокрема, Аристотеля) описували рабство як природне і навіть необхідне. Ця парадигма була, зокрема, поставлена під сумнів у діалогах Сократа; стоїки вперше зафіксували засудження рабства.
В основному раби використовувалися в сільському господарстві, але вони також використовувалися в каменоломнях або шахтах, а також як домашню прислугу. В Афінах було найбільша кількість рабів - до 80 000 чоловік в V і VI століттях до н.е., в середньому три-чотири раба на сім'ю, за винятком бідних сімей. Згідно із законом рабам було заборонено брати участь у політичному житті, яка призначалася тільки для громадян.
Сучасна історіографічна практика розрізняє рабське майно (особисте володіння, коли раб розглядався як предмет власності, а не як  член суспільства) і пов'язані з землею групи, такі як фессалійський пінистий або спартанські лоти, які були більше схожі на середньовічних кріпаків (посилення до нерухомості). Невільничий раб - це людина, позбавлена волі і вимушений підкорятися власнику, який може купувати, продавати або здавати їх в оренду, як і будь-яку іншу невільничий товар.
Академічне вивчення рабства у Стародавній Греції обтяжене серйозними методологічними проблемами. Документація роз'єднана і дуже фрагментарна, зосереджена, насамперед, на місті-державі Афінах. Ніякі трактати на цю тему конкретно не посвячені, а юриспруденція цікавилася рабством тільки в тій мірі, в якій воно забезпечувало джерело доходу. Грецькі комедії і трагедії представляли собою стереотипи, в той час як іконографія не робила істотних відмінностей між рабами і ремісниками.

## Термінологія

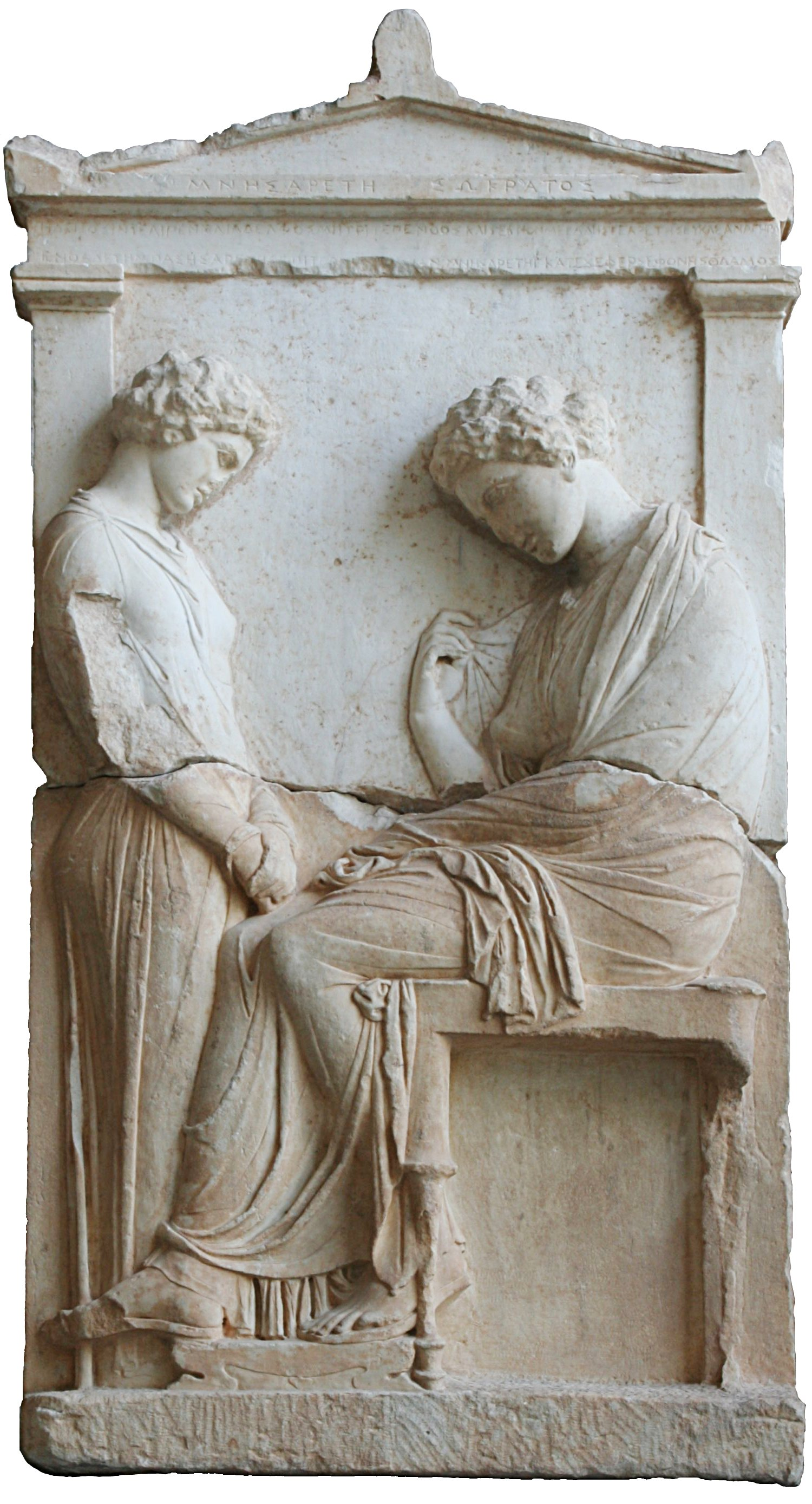
Похоронна стела Мнезарета сина Сократа; молодий раб (ліворуч) стоїть перед мертвою господинею. Аттика, близько 380 р до н. е.. (Glyptothek, Munich,

У стародавніх греків було кілька слів для позначення рабів, що призводило до текстової неоднозначності, коли вони вивчалися поза ними належного контексту. У Гомера і Гесіода  раб називався δμώς (dmōs).  Цей термін має загальне значення, але відноситься, зокрема, до військовополонених, взятих за винагороду (іншими словами, власність). У класичний період греки часто використовували ἀνδράποδον (andrapodon), (буквально "один з ногами людини") на відміну від τετράποδον (tetrapodon), "домашня худоба". Найбільш часто використовується слово для позначення рабів - δοῦλος (doulos). На відміну від слова "вільна людина" (ἐλεύθερος, eleútheros); більш рання форма першого зустрічається в мікенських написах як "до-е-ро", "раб-чоловік" (або "слуга", "раб-бондман";Та вже згодом був використаний термін οἰκέτης (oiketēs), що означає "той, хто живе в будинку", маючи на увазі домашню прислугу. [10].
Інші терміни, які використовуються для позначення рабів, є менш точними і вимагають контексту:
- θεράπων (therapōn) - За часів Гомера це слово означало "зброєносець"; але в класичну епоху воно означало "слуга"
- ἀκόλουθος (akolouthos) - буквально, "послідовник" або "той, хто супроводжує".
- παῖς (pais) -  "дитина", який використовується так само, як і "домашній хлопчик",  також використовується в зневажливому сенсі для позначення дорослих рабів
- σῶμα (sōma) - буквально "тіло", яке використовується в контексті емансипації.